# Saigo ni Hitotsu dake Onegai shitemo Yoroshii deshō ka
Saigo ni Hitotsu dake Onegai shitemo Yoroshī deshō ka (最後にひとつだけお願いしてもよろしいでしょうか?), también conocida como May I Ask for One Final Thing? en inglés, es una serie de novelas ligeras japonesas escritas por Nana Ōtori e ilustradas por Satsuki. Siendo publicado originalmente en línea desde abril de 2018, AlphaPolis ha publicado cuatro volúmenes de la serie desde agosto de 2018 bajo su sello Regina Books.
Una adaptación a manga ilustrada por Sora Hōnoki comenzó a serializarse en línea a través del sitio web de manga Regina de AlphaPolis en junio de 2019 y se recopiló en ocho volúmenes tankōbon. El manga se publica digitalmente en inglés a través de Alpha Manga. Una adaptación televisiva de la serie de anime producida por Liden Films Kyoto Studio se estrenará en 2025.

## Sipnosis
En medio de un baile, el compromiso entre Scarlet, la hija de una familia noble ducal y el segundo príncipe Kyle, fue anulado repentinamente. Scarlet fue acusada falsamente de ser una matona por acosar a una joven llamada Terenezza, la hija de un barón y la gente la llama injustamente «villana».
Mientras los aristócratas y las familias nobles la denuncian, Scarlet explica durante años, ha tenido que aguantar sus abusos y su idiotez, ¡pero ya no puede más! Al límite de su ingenio, le pide un último favor: darle un buen puñetazo en la cara y darles golpes a toda la facción leal de Kyle. Así comienza la historia de venganza de Scarlet contra Kyle y sus secuaces. Una fantasía sobre una luchadora elegante y rebelde que no permite que nadie se aproveche de ella.

## Personajes
Scarlet El Vandimion (スカーレット・エル・ヴァンディミオン Sukāretto Eru Bandimion?)
 Seiyū: Asami Setō
Julius von Paristan (ジュリアス ・フォン・パリスタン Juriasu fon Parisutan?)
 Seiyū: Wataru Katō
Leonardo El Vandimion (レオナルド・エル・ヴァンディミオン Reonarudo Eru Vandimion?)
 Seiyū: Shōya Ishige
Nanaka (ナナカ?)
 Seiyū: Miyu Tomita
Sigurd Forgrave (シグルド・フォーグレイブ Shigurudo Fōgureibu?)
 Seiyū: Kazuki Ura
Kyle von Paristan (カイル・フォン・パリスタン Kairu fon Parisutan?)
 Seiyū: Taito Ban
Terenezza Hopkins (テレネッツァ・ホプキンス Terenettsa Hopukinsu?)
 Seiyū: Ai Kakuma

## Contenido de la obra

### Novela ligera

#### Lista de volúmenes
| N.º | Fecha de lanzamiento   | ISBN original          |
| --- | ---------------------- | ---------------------- |
| 1   | 6 de agosto de 2018    | ISBN 978-4-434-24925-9 |
| 2   | 3 de diciembre de 2018 | ISBN 978-4-434-25375-1 |
| 3   | 5 de abril de 2023     | ISBN 978-4-434-31786-6 |
| 4   | 5 de febrero de 2024   | ISBN 978-4-434-33147-3 |

### Manga
Una adaptación al manga ilustrada por Sora Hōnoki comenzó a serializarse en el sitio web de manga Regina de AlphaPolis el 5 de junio de 2019. Los capítulos del manga se han recopilado en ocho volúmenes tankōbon a partir de diciembre de 2023. La serie se publica en inglés en la aplicación Alpha Manga de AlphaPolis.

#### Lista de volúmenes
| N.º | Fecha de lanzamiento    | ISBN original          |
| --- | ----------------------- | ---------------------- |
| 1   | 5 de marzo de 2020      | ISBN 978-4-434-27024-6 |
| 2   | 5 de noviembre de 2020  | ISBN 978-4-434-28015-3 |
| 3   | 5 de abril de 2021      | ISBN 978-4-434-28679-7 |
| 4   | 5 de septiembre de 2021 | ISBN 978-4-434-29284-2 |
| 5   | 5 de abril de 2022      | ISBN 978-4-434-30104-9 |
| 6   | 5 de octubre de 2022    | ISBN 978-4-434-30894-9 |
| 7   | 5 de abril de 2023      | ISBN 978-4-434-31776-7 |
| 8   | 31 de diciembre de 2023 | ISBN 978-4-434-33140-4 |

### Anime
Se anunció una adaptación televisiva de la serie de anime durante el evento Aniplex Online Fest el 16 de septiembre de 2024. La serie está producida por Liden Films Kyoto Studio y dirigida por Kazuya Sakamoto, con Deko Akao escribiendo los guiones de la serie, Eriko Haga diseñando los personajes y Hinako Tsubakiyama componiendo la banda sonora. Está previsto que se estrene en el cuarto trimestre de 2025 y Crunchyroll obtuvo la licencia de la serie fuera de Asia. Muse Communication obtuvo la licencia de la serie en el Sudeste Asiático.

## Recepción
En diciembre de 2023, la serie contaba con más de 1,23 millones de copias en circulación.